# Dokumentations- und Kulturzentrum Deutscher Sinti und Roma
Das Dokumentations- und Kulturzentrum Deutscher Sinti und Roma in Heidelberg ist die wichtigste deutsche Gedenkstätte für die Opfer des Porajmos, die NS-Verfolgung der Sinti und Roma. Träger ist der Zentralrat Deutscher Sinti und Roma, die Fördermittel kommen von der Bundesregierung und dem Land Baden-Württemberg.

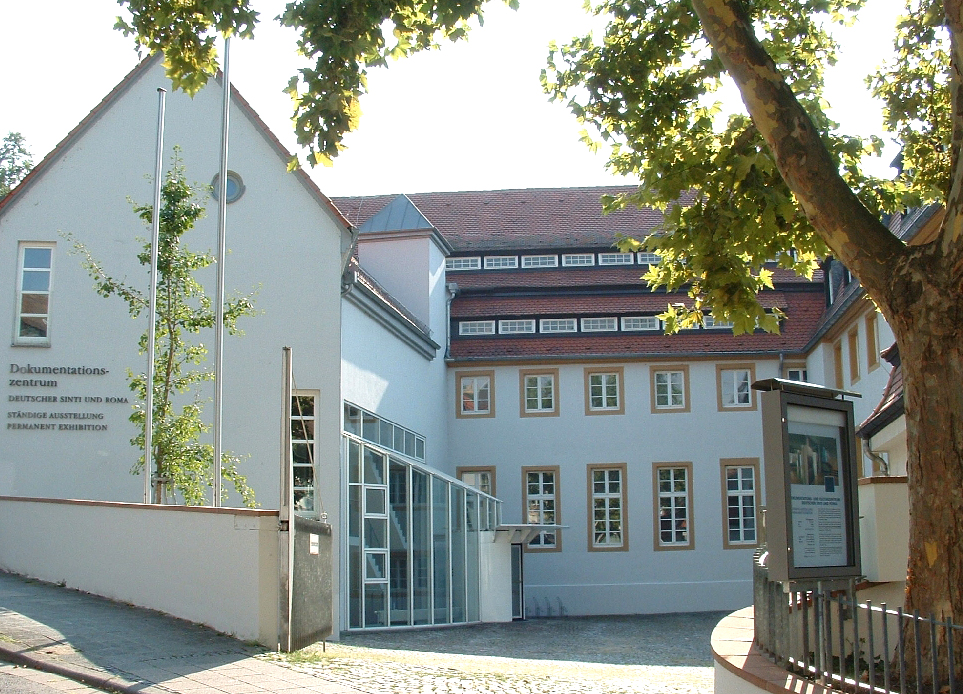
Das Dokumentations- und Kulturzentrum Deutscher Sinti und Roma in der Heidelberger Altstadt, im Januar 2003

## Gebäude
Das Dokumentations- und Kulturzentrum wurde in der Heidelberger Altstadt etwas unterhalb des Heidelberger Schlosses eingerichtet. Es hat seinen Sitz in einem historischen, denkmalgeschützten Kaufmannsgebäude aus dem 18. Jahrhundert, das für diesen Zweck umgebaut und 1997 eingeweiht wurde. Im Februar 2020 wurde zusammen mit der IBA Heidelberg ein internationaler Architekturwettbewerb für eine Erweiterung und Neukonzeption des Zentrums ausgelobt, den das Stuttgarter Büro Bez+Kock Architekten für sich entschied.
Mit den Planungen für die Sanierung des Bestandsgebäudes und den Erweiterungsbau sollte 2022 begonnen werden. Im Mai 2023 wendeten sich die Bürgerinitiative Bebauungsplan Bremeneck, die Vereine „Alt-Heidelberg“ und „Bürger für Heidelberg“ mit einem offenen Brief an OB Würzner und den Gemeinderat. Auch wenn die Erweiterung „von öffentlichem Interesse“ sei, rechtfertige das „nicht die Zerstörung des Bildes der Altstadt“. In der geplanten Größe würde der Bau das Grundstück „überfordern“ und das denkmalgeschützte Gebäude würde umbaut und wäre kaum noch sichtbar, wird im offenen Brief kritisiert. „Wasser- und Windströme, Licht- und Temperaturverhältnisse würden sich in der Umgebung durch den „sperrigen Block“ nachteilig ändern“, schreibt BiBB. Im Sommer käme es zu „erheblich mehr“ Hitzeabstrahlung, Luftströme würden umgelenkt und die Durchlüftung verschlechtert. Der Protest richte Neubau richte sich „einzig und allein“ gegen Umfang, Gestalt und „fragliche Klimaverträglichkeit: Wir halten ihn für zu massiv, nicht an die Stadtlandschaft angepasst und schädlich für das Stadtklima.“ Die Anwohnerproteste und verhärtete Fronten zwischen verschiedenen Gruppen von Sinti und Roma sorgten für eine Verzögerung der Planungen. Eine Bürgerinitiative hält den Neubau für überdimensioniert. Die Bundesvereinigung der Sinti und Roma hat vorgeschlagen, statt Erweiterung des Heidelberger Zentrums in Berlin ein Museum zu Geschichte und Kultur der Sinti und Roma zu bauen. Je 25 Millionen Euro für den Bau sollten vom Bund und vom Land Baden-Württemberg kommen. Diese fordern, dass sich die verschiedenen Vereine der Sinti und Roma auf ein gemeinsames Konzept einigen.

## Aufgaben

### Dokumentation
Das Zentrum hat es sich zur Aufgabe gemacht, die über 600-jährige Geschichte der Sinti und Roma in Deutschland zu dokumentieren. Dabei liegt der Schwerpunkt auf der Verfolgung der Minderheit zur Zeit des Nationalsozialismus, eine Tatsache, die lange Zeit öffentlich nicht wahrgenommen wurde. Wichtiger Bestandteil der Arbeit ist die Dokumentation der Erinnerungen von Überlebenden. Im Internet gibt das Dokumentationszentrum einen umfassenden Überblick über alle Gedenkorte für Sinti und Roma, die in Europa existieren.

### Ausstellungen

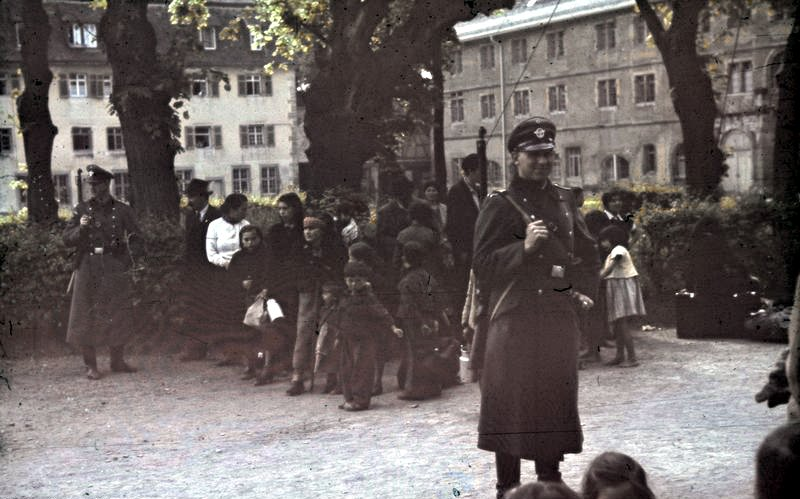
Deportation von Sinti in Asperg im Mai 1940

Die ständige Ausstellung zum Schicksal der Roma im nationalsozialistischen Deutschland wurde 1997 durch Bundespräsident Roman Herzog eröffnet. Sie erinnert an den nationalsozialistischen Völkermord an dieser Volksgruppe in ganz Europa. Auf 700 Quadratmetern werden Biografien nachgezeichnet, Familienfotos dokumentieren die Normalität davor. Die Erfassung, Ghettoisierung und Deportation der europäischen Roma kann hier nachvollzogen werden. Wichtiges Element der Ausstellung sind Selbstzeugnisse der Betroffenen, vor allem Erinnerungen von Überlebenden. Die Ausstellung stellt zudem die Verbindung zwischen den Massenverbrechen, dem Genozid, an der Roma-Minderheit und der Euthanasiemorde in der NS-Zeit her. Weiter wurde eine transportable Ausstellung erarbeitet, die seit 1998 durch Deutschland reist und bereits an über 100 Orten gezeigt wurde.
Auch gibt es eine Kooperation mit dem staatlichen Museum Auschwitz-Birkenau in Oświęcim (Polen). Daraus entstand eine Dauerausstellung im Block 13 des ehemaligen "Stammlagers", im ehemaligen Konzentrationslager, die am 2. August 2001 eröffnet wurde.

### Pädagogik
Weiter erstellt das Zentrum Bildungsangebote und -materialen zum Porajmos sowie Empfehlungen für pädagogische Arbeit. Chancengleichheit im Bildungsbereich wird gefördert und Romani als Minderheitensprache unterstützt. Gespräche, Diskussionen und Projektarbeiten werden angeboten.

### Kulturarbeit

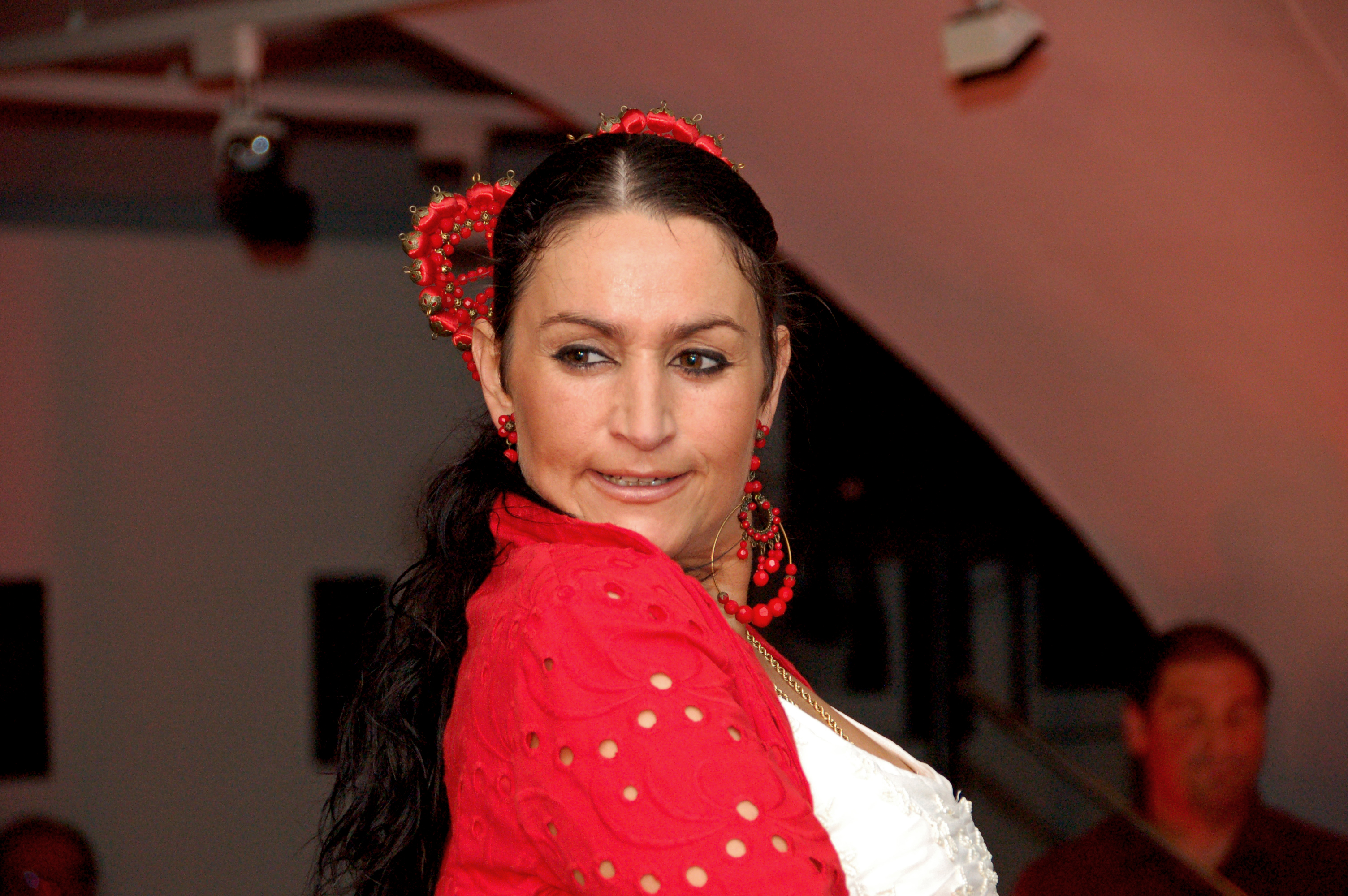
Vorführung des Music Ensemble of Benares

Darüber hinaus ist das Dokumentations- und Kulturzentrum Deutscher Sinti und Roma ein Ort der Begegnung und des Dialogs. Hier lebt die reiche Kultur der Sinti und Roma. Literatur, Malerei, Musik – die kulturellen Beiträge der Minderheit sind so vielfältig wie die Menschen selbst und werden in einer eigenen Veranstaltungsreihe mit Vorträgen, Ausstellungen, Filmvorführungen und Konzerten im Zentrum, in Exkursionen und in Kooperationen, wie etwa mit dem Kulturzentrum Karlstorbahnhof, präsentiert.
Das Zentrum ist auch als ein Ort des Dialogs über Menschenrechte. Als Forum für andere Minderheiten können hier neben Sinti und Roma Personengruppen eine Stimme erhalten, die gegenwärtig Opfer von Diskriminierung und rassistischer Gewalt sind.

## Europäischer Bürgerrechtspreis der Sinti und Roma
Am 17. November 2007 begründete der Zentralrat Deutscher Sinti und Roma zusammen mit dem Dokumentations- und Kulturzentrum Deutscher Sinti und Roma und der Manfred Lautenschläger-Stiftung den Europäischen Bürgerrechtspreis der Sinti und Roma. Erster Preisträger war 2008 der polnische Historiker, Publizist und Politiker Władysław Bartoszewski. Fortan wurden alle zwei Jahre Menschen, die sich der Verantwortung aus der Geschichte stellen und sich in vorbildlicher Weise für eine Verbesserung der Menschenrechtssituation der Sinti und Roma eingesetzt haben, ausgezeichnet.

## Publikationen des Zentrums
- Romani Rose (Hrsg.), Frank Reuter, Silvio Peritore (Bearb.): Den Rauch hatten wir täglich vor Augen = Katalog zur Dauerausstellung des Dokumentations- und Kulturzentrums Deutscher Sinti und Roma. Heidelberg 1999. ISBN 3-88423-142-1. Später auch broschiert erschienen.
- Romani Rose (Hrsg.): Der nationalsozialistische Völkermord an den Sinti und Roma. Heidelberg. ISBN 3-929446-14-6. (Dieser Katalog dokumentiert die ständige Ausstellung im Staatlichen Museum Auschwitz.)
- Martin Holler: Der nationalsozialistische Völkermord an den Roma in der besetzten Sowjetunion (1941–1944). Gutachten für das Dokumentations- und Kulturzentrum Deutscher Sinti und Roma. Heidelberg 2009. ISBN 978-3-929446-25-8.